# Вргада (Пакоштане)
Вргада (хорв. Vrgada) — населений пункт у Хорватії, у Задарській жупанії у складі громади Пакоштане.

## Населення
Населення за даними перепису 2011 року становило 249 осіб.
Динаміка чисельності населення поселення:

## Клімат
Середня річна температура становить 15,61 °C, середня максимальна – 25,63 °C, а середня мінімальна – 4,75 °C. Середня річна кількість опадів – 750 мм.
| Клімат поселення                              | Клімат поселення | Клімат поселення | Клімат поселення | Клімат поселення | Клімат поселення | Клімат поселення | Клімат поселення | Клімат поселення | Клімат поселення | Клімат поселення | Клімат поселення | Клімат поселення | Клімат поселення |
| Показник                                      | Січ.             | Лют.             | Бер.             | Квіт.            | Трав.            | Черв.            | Лип.             | Серп.            | Вер.             | Жовт.            | Лист.            | Груд.            |                  |
| Середній максимум, °C                         | 12,45            | 12,63            | 13,78            | 16,80            | 21,63            | 25,50            | 25,63            | 25,53            | 22,25            | 19,30            | 15,33            | 12,03            |                  |
| Середня температура, °C                       | 8,60             | 8,75             | 9,92             | 12,93            | 17,78            | 21,65            | 23,55            | 23,50            | 20,15            | 17,25            | 13,28            | 10,00            |                  |
| Середній мінімум, °C                          | 4,75             | 4,88             | 6,05             | 9,08             | 13,90            | 17,75            | 21,53            | 21,45            | 18,15            | 15,23            | 11,23            | 7,93             |                  |
| Норма опадів, мм                              | 66               | 56               | 61               | 64               | 53               | 47               | 26               | 42               | 80               | 86               | 90               | 79               |                  |
| Середньомісячна швидкість вітру, м/с          | 3.00             | 3.10             | 3.30             | 3.10             | 2.70             | 2.50             | 2.50             | 2.40             | 2.68             | 2.80             | 3.40             | 3.30             |                  |
| Середньомісячна сонячна радіація, кДж/м²·день | 5212             | 7990             | 11722            | 16616            | 20838            | 23439            | 24942            | 21822            | 16040            | 10269            | 5707             | 4461             |                  |
| --------------------------------------------- | ---------------- | ---------------- | ---------------- | ---------------- | ---------------- | ---------------- | ---------------- | ---------------- | ---------------- | ---------------- | ---------------- | ---------------- | ---------------- |
| Джерело:                                      |                  |                  |                  |                  |                  |                  |                  |                  |                  |                  |                  |                  |                  |